# Dulce Maria Cardoso

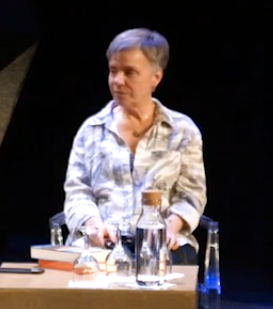
Dulce Maria Cardoso nel 2019

Dulce Maria Cardoso (Trás-os-Montes e Alto Douro, 1964) è una scrittrice portoghese.

## Biografia
Nata in Portogallo, nel 1964. A soli sei mesi si recò con i genitori in Angola, a Luanda, allora colonia portoghese. La Cardoso ritorna in Portogallo nel 1975 in concomitanza all'inizio della decolonizzazione e alla guerra civile angolana. Si laurea alla facoltà di giurisprudenza dell'Università di Lisbona e diventa avvocato. Il primo romanzo, Campo di Sangue, è stato pubblicato nel 2001 e premiato con il gran premio Acontece de Romance. Nel 2005 esce il secondo romanzo Le mie condoglianze che nel 2009 si aggiudicherà il Premio letterario dell'Unione europea. A seguire "Il compleanno" (2009), Prémio Pen Club, le antologia di racconti "Até nós" (2008) e "Tudo são histórias de amor". L'ultimo romanzo scritto da Dulce Maria Cardoso, "Il Ritorno" (2011) tradotto in varie lingue, è quello che le ha dato più notorietà.

## Opere

### Romanzi
- Campo di sangue (Campo de Sangue, 2002), Roma, Voland, 2007 traduzione di Daniele Petruccioli ISBN 978-88-88700-89-2.
- Le mie condoglianze (Os meus Sentimentos, 2005), Roma, Voland, 2007 traduzione di Daniele Petruccioli ISBN 978-88-88700-81-6.
- Il compleanno (O Chão dos Pardais, 2009), Roma, Voland, 2011 traduzione di Daniele Petruccioli ISBN 978-88-6243-095-1.
- Il ritorno (O Retorno, 2011), Roma, Voland; Milano, Feltrinelli 2013 traduzione di Daniele Petruccioli ISBN 978-88-07-04100-6.
- Eliete - A Vida Normal (2018)

### Racconti
- Até Nós (2008)
- Sono tutte storie d'amore (Tudo são histórias de amor, 2014), Roma, Voland, 2017 traduzione di Daniele Petruccioli ISBN 978-88-6243-300-6.

### Letteratura per ragazzi
- Lôá: la bambina-dio (0'A Bíblia de Lôá, 2014), Messina, Mesogea ragazzi, 2016 traduzione di Daniele Petruccioli ISBN 978-88-469-2158-1.